# Update Music
Update Music es un sello discográfico de la industria musical dedicada al género urbano. Fundado por el productor musical Revol.. Por esta compañía han pasado artistas como Bad Bunny, Don Omar, Zion & Lennox, Ozuna, Zion, Arcángel, De La Ghetto, Nicky Jam, Wisin, Farruko, J Álvarez, Cosculluela, Jon Z, HotSpanish entre otros.
El sello es conocido internacionalmente por producir y distribuir los álbumes El Pentágono y Motivan2, y por canciones como "Me ama me odia", "Caile", "Andan por ahí", "Dime", entre otros.

## Álbumes
- El Pentágono
- El Pentágono Return
- Golpe de Estado
- Motivan2
- El Pentágono II

## Integrantes
| Productores - Revol (Propietario) - Gaby Music |